# Aloe lapaixii
Aloe lapaixii é uma espécie de liliopsida do gênero Aloe, pertencente à família Asphodelaceae.